# 東部黑犀

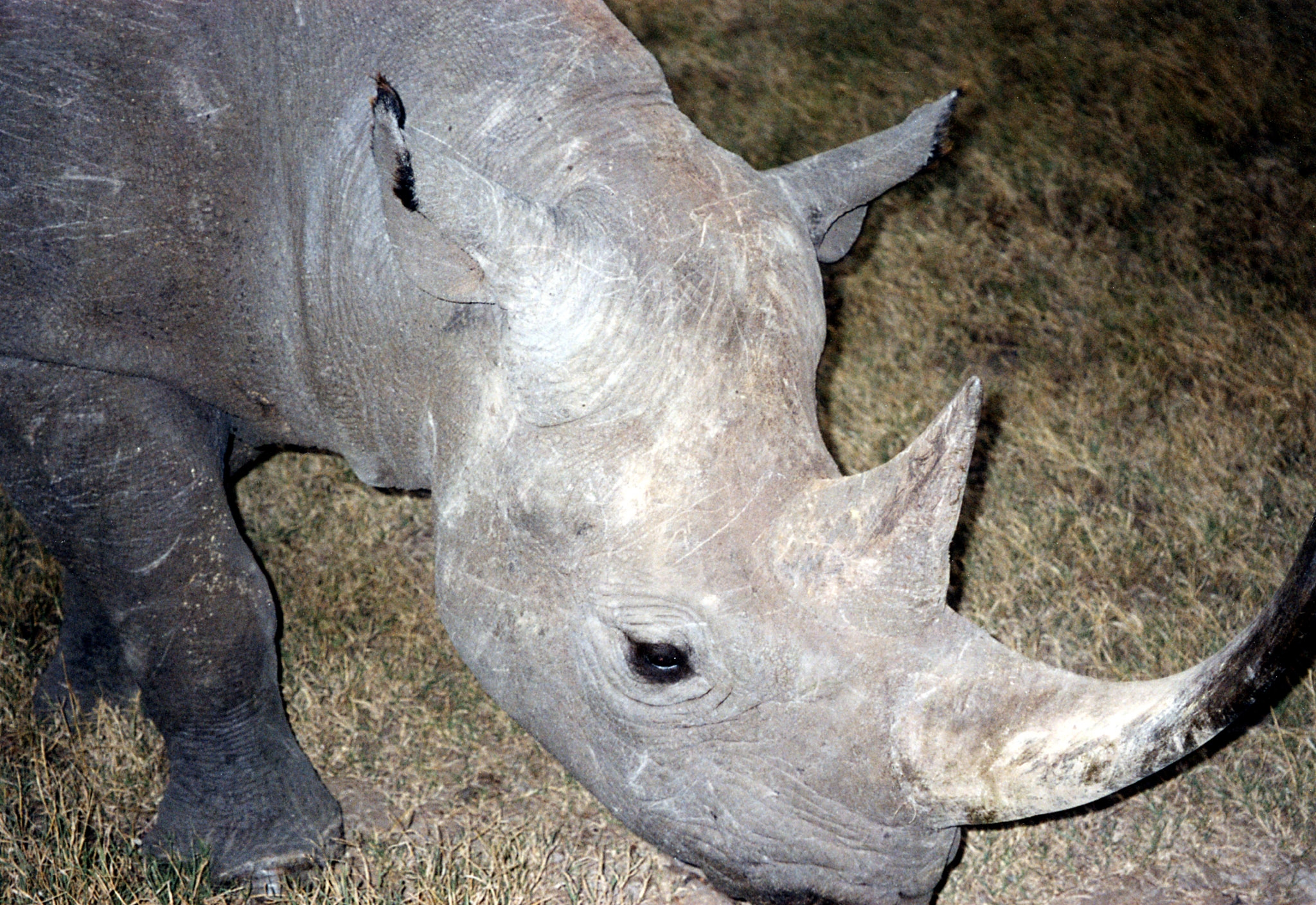

東部黑犀，也被稱為東非黑犀牛。它是黑犀牛的亞種，它的數目非常少，因為它的角被偷獵而被列為極度瀕危物種。

## 描述
東部的黑犀牛與南方亞種有區別，因為它有一個更長，更瘦，更彎曲的角，它的皮膚也很有凹痕。據報導東部黑犀比其他三個黑犀牛亞種更具攻擊性。牠們通常生活在高原森林和稀樹草原。

## 數量與威脅
東部黑犀分布於埃塞俄比亞，索馬里，坦桑尼亞和肯尼亞，截至2017年，它們只能在肯尼亞（594只），盧旺達和坦桑尼亞北部（80只）中找到。目前有60只在南非，在2010年，它們的總數估計為740只，並呈上升趨勢。 他們主要受到非法偷獵犀角的威脅。